# Waltz (CHAGEの曲)
「waltz」（ワルツ）は、CHAGE（現：Chage）の楽曲。自身の2作目のシングルとして、2008年9月10日にユニバーサル シグマから発売された。

## 解説
ソロ・シングルとしては「トウキョータワー」からおよそ10年ぶりとなった。
カップリングには、新曲の「BOYS LIFE」と2008年3月1日に行われたライブイベント「大友直人 PRODUCE POPULAR WEEK」から「花暦」のライブ音源が収録されている。

## 収録曲
| #         | タイトル                                                                 | 作詞         | 作曲          | 編曲      | 時間  |
| --------- | ------------------------------------------------------------------------ | ------------ | ------------- | --------- | ----- |
| 1.        | 「waltz」                                                                | CHAGE        | CHAGE         | 森俊之    | 4:27  |
| 2.        | 「BOYS LIFE」                                                            | エガワヒロシ | CHAGE, 森俊之 | 森俊之    | 4:18  |
| 3.        | 「花暦」(2008年3月1日「大友直人Produce Popular Week CHAGE CONCERT」より) | 松井五郎     | CHAGE         |           | 5:14  |
| 合計時間: | 合計時間:                                                                | 合計時間:    | 合計時間:     | 合計時間: | 13:59 |

## 楽曲解説
1. waltz
テレビ東京系『開運!なんでも鑑定団』エンディングテーマ。
アルバム『アイシテル』の中では最初に完成した曲で、仮タイトルから「waltz」であった。
本曲のMVには石田ゆり子が出演している。
後にミニ・アルバム『YOU'RE THE ONE』にてセルフカバー。
2. BOYS LIFE
アルバム『アイシテル』にも収録されている。
3. 花暦 (2008年3月1日「大友直人Produce Popular Week CHAGE CONCERT」より)
CHAGE and ASKA2枚目のアルバム『熱風』収録曲。
2008年3月1日に行われたライブイベント『大友直人 PRODUCE POPULAR WEEK』からの音源。

## 収録アルバム
- アイシテル (#1, #2)

「アイシテル」のMusic Videoとメイキング映像がDVDに収められている。
- 音道 (#1)
- YOU'RE THE ONE (#1, セルフカバー)